# Кубок Украинской ССР по футболу 1951
12-й розыгрыш Кубка УССР состоялся с 1 по 26 июля 1951 года. Участие принимали 32 команды. Обладателем Кубка стал запорожский «Металлург»

## 1/16 финала
| Город          | Команда                            | Счёт | Команда                     |
| -------------- | ---------------------------------- | ---- | --------------------------- |
| Киев           | ДО (Киев)                          | 4:0  | «Спартак» (Чернигов)        |
| Житомир        | «Спартак» (Житомир)                | -:+  | Команда Винницы             |
| Полтава        | «Локомотив» (Полтава)              | 2:3  | «Большевик» (Киев)          |
| Сумы           | «Машиностроитель» (Сумы)           | 3:0  | «Пищевик» (Черкассы)        |
| Запорожье      | «Металлург» (Запорожье)            | 7:0  | «Дзержинец» (Харьков)       |
| Днепропетровск | «Динамо» (Днепропетровск)          | 2:2  | «Химик» (Горловка)          |
| Днепропетровск | «Динамо» (Днепропетровск)          | 4:0  | «Химик» (Горловка)          |
| Ворошиловград  | «Трудовые Резервы» (Ворошиловград) | 3:1  | Дзержинский район (Харьков) |
| Жданов         | «Металлург» (Жданов)               | 2:1  | «Торпедо» (Днепропетровск)  |
| Львов          | ОДО (Львов)                        | 3:0  | «Динамо» (Луцк)             |
| Станислав      | «Спартак» (Станислав)              | 2:2  | «Нефтяник» (Дрогобыч)       |
| Станислав      | «Спартак» (Станислав)              | 2:1  | «Нефтяник» (Дрогобыч)       |
| Тернополь      | «Динамо» (Тернополь)               | 2:1  | «Динамо» (Черновцы)         |
| Мукачево       | «Искра» (Мукачево)                 | 1:4  | «Искра» (Львов)             |
| Измаил         | «Динамо» (Измаил)                  | 0:4  | «Металлург» (Одесса)        |
| Ровно          | «Локомотив» (Ровно)                | 3:2  | «Динамо» (Проскуров)        |
| Николаев       | «Красное Знамя» (Николаев)         | 1:2  | «Трактор» (Кировоград)      |
| Одесса         | «Спартак» (Одесса)                 | 2:1  | «Спартак» (Херсон)          |

## 1/8 финала
| Город         | Команда                            | Счёт | Команда                   |
| ------------- | ---------------------------------- | ---- | ------------------------- |
| Киев          | ДО (Киев)                          | 6:0  | Команда Винницы           |
| Киев          | «Большевик» (Киев)                 | 1:0  | «Машиностроитель» (Сумы)  |
| Запорожье     | «Металлург» (Запорожье)            | 3:0  | «Динамо» (Днепропетровск) |
| Ворошиловград | «Трудовые Резервы» (Ворошиловград) | 3:2  | «Металлург» (Жданов)      |
| Станислав     | «Спартак» (Станислав)              | 0:3  | ОДО (Львов)               |
| Тернополь     | «Динамо» (Тернополь)               | 0:4  | «Искра» (Львов)           |
| Одесса        | «Металлург» (Одесса)               | 3:1  | «Локомотив» (Ровно)       |
| Кировоград    | «Трактор» (Кировоград)             | 3:0  | «Спартак» (Одесса)        |

## Четвертьфинал
| Город     | Команда                 | Счёт | Команда                            |
| --------- | ----------------------- | ---- | ---------------------------------- |
| Киев      | ДО (Киев)               | 3:0  | «Большевик» (Киев)                 |
| Запорожье | «Металлург» (Запорожье) | 5:1  | «Трудовые Резервы» (Ворошиловград) |
| Львов     | ОДО (Львов)             | 6:1  | «Искра» (Львов)                    |
| Одесса    | «Металлург» (Одесса)    | 4:0  | «Трактор» (Кировоград)             |

## Полуфинал
| Город | Команда     | Счёт | Команда                 |
| ----- | ----------- | ---- | ----------------------- |
| Киев  | ДО (Киев)   | 1:2  | «Металлург» (Запорожье) |
| Львов | ОДО (Львов) | 5:2  | «Металлург» (Одесса)    |

## Финал
| 26 июля 1951 года | \| «Металлург» Запорожье \| 4:0 \| ОДО Львов \| | Киев      |
| Металлург: Мироненко, Феттаев, Донец, Малахов, Кикнадзе, Пономарёв, Пушкарский, Алёшин, Бретелов, Устименко, Олейник, Павлов, Непечий Гл. тренер: Григорий Балаба |                                                 |           |
| «Металлург» Запорожье | 4:0                                             | ОДО Львов |